# Barytarbes compos
Barytarbes compos là một loài tò vò trong họ Ichneumonidae.